# Antoine Buron
Pour les articles homonymes, voir Buron (homonymie).
Antoine Buron, né le 22 octobre 1983 à Rouen en France, est un footballeur puis entraîneur français à l'Amiens SC rés. qui a évolué au poste d'ailier droit.

## Biographie
Ce milieu de terrain droit commence sa carrière professionnelle à Amiens, en 2003-2004, saison au cours de laquelle il inscrit 2 buts en 26 matchs. Lors de sa seconde saison, en 2004-2005, il inscrit 2 buts en 21 matchs. Au cours de la saison 2005-2006, il inscrit 1 seul but en 26 matchs mais est néanmoins considéré comme le grand technicien de l'équipe et le meilleur joueur de la saison. Lors de la saison 2006-2007, il inscrit 6 buts en 30 matchs. La saison suivante (2007-2008), il joue 22 matchs en Ligue 2 et trouve le chemin des filets à quatre reprises.
Au mercato d'été 2008, il signe un contrat de 3 ans en faveur du FC Lorient (club de Ligue 1).
En janvier 2009, il est prêté à son club formateur d'Amiens SC.
Un moment blessé, il ne joue pas beaucoup pour l'ASC durant cette saison. Alors que le président de l'Amiens Sporting Club pense le conserver en prêt une année de plus si possible, il retourne à la fin de la saison à Lorient où il jouera avec l'équipe réserve en CFA 2 qui réussira à monter en CFA. Il devient entraîneur des U15 du FC Dieppe à partir de la saison 2015-2016.
Le 8 juin 2017, il signe un contrat pour devenir l'entraîneur des U19 Nationaux de l'Amiens SC (dont l'équipe première vient d'accéder pour la première fois de son histoire en Ligue 1) 9 ans après l'avoir quitté. 
En avril 2022, après deux ans de formation au CNF Clairefontaine, il est diplômé du brevet d'entraîneur formateur de football (BEFF).

### Vie privée
Il est le fils de l'ex-ailier gauche international français Jean-Louis Buron, surnommé « Mobylette », qui joua notamment à l'Olympique de Marseille.

## Statistiques
| Saison                | Club                  | Championnat           | Championnat | Championnat | Championnat | Coupe nationale | Coupe nationale | Coupe nationale | Coupe de la Ligue | Coupe de la Ligue | Coupe de la Ligue | Total | Total | Total |
| Saison                | Club                  | Division              | M.          | B.          | P.d.        | M.              | B.              | P.d.            | M.                | B.                | P.d.              | M.    | B.    | P.d.  |
| 2000-2001             | FC Dieppe             | CFA                   | 1           | 0           | 0           | -               | -               | -               | -                 | -                 | -                 | 1     | 0     | 0     |
| 2001-2002             | FC Dieppe             | CFA                   | 19          | 4           | 0           | -               | -               | -               | -                 | -                 | -                 | 19    | 4     | 0     |
| 2002-2003             | FC Dieppe             | CFA                   | 25          | 8           | 0           | -               | -               | -               | -                 | -                 | -                 | 25    | 8     | 0     |
| Sous-total            | Sous-total            | Sous-total            | 45          | 12          | 0           | 0               | 0               | 0               | 0                 | 0                 | 0                 | 45    | 12    | 0     |
| 2003-2004             | Amiens SC             | Ligue 2               | 27          | 2           | 0           | 4               | 2               | 0               | 1                 | 0                 | 0                 | 32    | 4     | 0     |
| 2004-2005             | Amiens SC             | Ligue 2               | 21          | 2           | 0           | 1               | 0               | 0               | -                 | -                 | -                 | 22    | 2     | 0     |
| 2005-2006             | Amiens SC             | Ligue 2               | 26          | 1           | 2           | 3               | 0               | 0               | -                 | -                 | -                 | 29    | 1     | 2     |
| 2006-2007             | Amiens SC             | Ligue 2               | 30          | 5           | 1           | 1               | 0               | 0               | 1                 | 0                 | 0                 | 32    | 5     | 1     |
| 2007-2008             | Amiens SC             | Ligue 2               | 22          | 4           | 0           | 3               | 0               | 0               | 2                 | 0                 | 0                 | 27    | 4     | 0     |
| Sous-total            | Sous-total            | Sous-total            | 126         | 14          | 3           | 12              | 2               | 0               | 4                 | 0                 | 0                 | 142   | 16    | 3     |
| 2008-2009             | FC Lorient            | Ligue 1               | 1           | 0           | 0           | 1               | 0               | 0               | -                 | -                 | -                 | 2     | 0     | 0     |
| 2009-2010             | FC Lorient            | Ligue 1               | -           | -           | -           | -               | -               | -               | -                 | -                 | -                 | 0     | 0     | 0     |
| 2010-2011             | FC Lorient            | Ligue 1               | -           | -           | -           | -               | -               | -               | -                 | -                 | -                 | 0     | 0     | 0     |
| Sous-total            | Sous-total            | Sous-total            | 1           | 0           | 0           | 1               | 0               | 0               | 0                 | 0                 | 0                 | 2     | 0     | 0     |
| 2008-2009             | Amiens SC (prêt)      | Ligue 2               | 6           | 0           | 0           | -               | -               | -               | -                 | -                 | -                 | 6     | 0     | 0     |
| 2011-2012             | FC Dieppe             | CFA 2                 | 8           | 6           | 0           | 1               | 1               | 0               | -                 | -                 | -                 | 9     | 7     | 0     |
| 2012-2013             | FC Dieppe             | CFA 2                 | 26          | 13          | 0           | 6               | 2               | 0               | -                 | -                 | -                 | 32    | 15    | 0     |
| 2013-2014             | FC Dieppe             | CFA                   | 19          | 3           | 0           | -               | -               | -               | -                 | -                 | -                 | 19    | 3     | 0     |
| 2014-2015             | FC Dieppe             | CFA                   | 13          | 1           | 0           | -               | -               | -               | -                 | -                 | -                 | 13    | 1     | 0     |
| Sous-total            | Sous-total            | Sous-total            | 66          | 23          | 0           | 7               | 3               | 0               | 0                 | 0                 | 0                 | 73    | 26    | 0     |
| Total sur la carrière | Total sur la carrière | Total sur la carrière | 244         | 49          | 3           | 20              | 5               | 0               | 4                 | 0                 | 0                 | 268   | 54    | 3     |